# جی‌سی‌پی
جی‌سی‌پی (انگلیسی: GCP) شرکت صنایع شیمیایی آمریکایی است، که در سال ۲۰۱۵ تأسیس شد.